# Lyman (Nebraska)
Pour les articles homonymes, voir Lyman (homonymie).
Lyman est un village du comté de Scotts Bluff, dans l'État du Nebraska, aux États-Unis. En 2020, il comptait une population de 259 habitants.